# Lasioglossum szentivanyi
Lasioglossum szentivanyi is een vliesvleugelig insect uit de familie Halictidae. De wetenschappelijke naam van de soort is voor het eerst geldig gepubliceerd in 1960 door Michener.